# 고양 원더스
고양 원더스(Goyang Wonders)는 대한민국의 독립 야구단이다. 2017년 여름에 창단되었다. 고양 원더스 (2011-2014) 해체 이후 3년만에 탄생한 고양시를 연고지로 하는 구단이다.
창단 당시 팀명은 고양 위너스(Goyang Winners)였으며, 2024년에 고양 원더스 (2011-2014)의 팀명을 이어받아 현재의 팀명으로 변경했다.

## 같이 보기
- 2018년 고양 위너스 시즌

## 대한민국의 독립구단 목록
- 파주 챌린저스
- 연천 미라클
- 고양 원더스
- 성남 맥파이스
- 가평 웨일스
- 포천 몬스터
- 수원 파인이그스

### 해체된 독립구단
- 고양 원더스 (2011-2014) (2014년 해체)
- 수원 로보츠 (2018년 해체)
- 용인 스텔스 (2018년 해체)
- 저니맨 외인구단 (2019년 해체)
- 양주 레볼루션 (2019년 해체)
- 성남 블루팬더스 (2019년 해체)
- 용인시 빠따형 독립야구단 (2020년 해체)
- 의정부 신한대학교 피닉스 (2020년 해체)
- 스코어본 하이에나들 (2021년 해체)